# Como tú
«Como tú» es una canción interpretada por la cantante argentina Lali. Fue escrita por Lali con apoyo de Martín D'Agosto y Mauro de Tommaso, mientras que su producción, que está enfocada al género electropop, quedó a cargo de este último. Según la intérprete, su letra habla sobre de un amor incondicional, único y potente. Sony Music Argentina la lanzó a nivel mundial como el tercer sencillo de su quinto álbum de estudio, Lali (2023), el 10 de febrero de 2022.
Esta canción finalizó la trilogía musical de #LALI2022, con la cual la cantante anunció su regreso, luego de meses de introspección en el estudio, e inauguró una nueva etapa en su carrera musical, en la que decidió apostar por otros géneros y seguir diversificándose, después de lo que fueron sus últimas producciones más vinculadas a trap latino y el reggaetón, en su último álbum de estudio, Libra (2020).

## Antecedentes y lanzamiento
El 9 de febrero de 2022, Lali fue invitada al programa español El hormiguero para promocionar uno de sus últimos lanzamientos musicales, «Disciplina», y contar detalles sobre el rodaje de la tercera y última temporada de Sky Rojo, la cual protagoniza. Durante la entrevista con Pablo Motos, presentador del programa, presentó un adelanto exclusivo de su próximo tema, titulado «Como tú» y compartió imágenes del videoclip donde se la pudo ver con el cabello más largo y realizar una coreografía. Posteriormente, la canción se publicó oficialmente al otro día de su anuncio, el 10 de febrero de 2022.
La canción cerró la etapa de adelantos de lo que sería su próximo álbum, publicados en una trilogía musical de #LALI2022, con la cual la cantante anunció su regreso, luego de meses de introspección en el estudio, e inauguró una nueva etapa en su carrera musical, en la que decidió apostar por otros géneros y seguir diversificándose, después de lo que fueron sus últimas producciones más vinculadas a trap latino y el reggaetón, en su último álbum de estudio, Libra (2020).

## Composición
La canción fue escrita por Lali con apoyo de Martín D'Agosto y Mauro De Tommaso, con quienes ya había trabajado para los anteriores lanzamientos de la trilogía, «Disciplina» y «Diva». En una entrevista para DiarioHoy.Net, D'Agosto habló sobre la composición y relación con Lali y, comento que: «[...] "Como tú", la hicimos en una noche. Escribir canciones que nos fascinen y flashear la nuestra siempre fue el objetivo, y con "Como tú" siento que entramos full en ese terreno. Los tres [junto a Lali y De Tommaso] estamos muy orgullosos de la canción pop que hicimos, y Lali llevó tanto a esta como a las anteriores a un mundo visual increíble».
La letra de «Como tú» habla sobre un amor incondicional, único y potente. La producción quedó a cargo de De Tommaso, quien la trabajó como un tema pop con un sonido que recuerda al electropop de los noventa. Asimismo, la canción fue descrita como «pegadiza, bailable y perfecta para el dancefloor».

## Vídeo musical
El 9 de febrero de 2020, Lali reveló que el videoclip de «Como tú» sería lanzado simultáneamente con la canción al día siguiente en las distintas plataformas como YouTube y Apple Music, además de mostrar un adelanto. El videoclip fue dirigido por The Movement y Renderpanic, en una producción audiovisual.

## Créditos y personal
Adaptados desde Genius.

### Producción
- Lali: voz, composición
- Mauro De Tommaso: producción, composición, teclados
- Martín D'Agosto: composición
- Brian Taylor: guitarra
- Dano Díaz: teclados

### Técnico
- Mauro De Tommaso: ingeniero de grabación

- Javier Caso: ingeniero de grabación, consultor A&R
- Brian Taylor: ingeniero de grabación

- Lewis Pickett: ingeniero de mezcla
- Javier Fracchia: ingeniero de masterización
- Pablo Durand: director de A&R

## Posicionamiento en listas
| País (Lista 2022)                   | Posición más alta |
| ----------------------------------- | ----------------- |
| Argentina (Argentina Hot 100)       | 62                |
| Argentina (Monitor Latino)          | 7                 |
| Argentina Latino (Monitor Latino)   | 7                 |
| Argentina Nacional (Monitor Latino) | 3                 |

## Historial de lanzamientos
| País   | Fecha                 | Formato(s)                  | Discográfica         | Ref.   |
| ------ | --------------------- | --------------------------- | -------------------- | ------ |
| Varios | 10 de febrero de 2022 | Descarga digital, streaming | Sony Music Argentina | [ 13 ] |